# Jesenice (Slovenija)
Jesenice su grad i središte istoimene općine u sjeverozapadnoj Sloveniji. Jesenice su po popisu iz 2001. imale 13.429 stanovnika. Mjesto je dobilo ime po drvetu jasenu, jer je u prošlosti taj kraj bio poznat po jasenovim šumama. Jesenice su danas poznate kao sjedište najveće slovenske tvornice čelika Acroni i hokejaškog kluba Acroni Jesenice. U prošlosti je mjesto bilo poznato po rudarstvu i metalurgiji, koji su sve do nedavno bili glavni ekonomski pokretači u mjestu i općini.

## Poznate osobe
- Miha Baloh, (1928.-), glumac
- Helena Blagne Zaman, (1963.-), pjevačica
- Tone Čufar (1905. – 1942.), pisac
- Anja Klinar (1988.-), plivačica
- Anže Kopitar (1987.-), igrač hokeja na ledu
- Tomo Križnar (1954.-), mirovni aktivist, pisac
- Thomas Luckmann (1927.-), sociolog
- Miha Mazzini (1961.-), pisac, režiser, scenarist
- Teodora Poštič (1984.-), umjetnička klizačica
- Jure Robič (1965.-), biciklist
- Rudi Šeligo (1935. – 2004.), pisac, političar
- Rok Urbanc (1985.-), skijaš skakač
- Robert Kristan (1983.-), igrač hokeja na ledu
- Sadik Mujkič, (1968.-),veslanje
- Miral Samardžić, (1987.- ), nogometaš

## Vanjske poveznice
|  | Zajednički poslužitelj ima stranicu o temi Jesenice    |
|  | Zajednički poslužitelj ima još gradiva o temi Jesenice |